# بوکسور (فیلم ۱۹۸۴)
بوکسور (انگلیسی: Boxer) یک فیلم است که در سال ۱۹۸۴ منتشر شد.